# 出走表 (オートレース)
オートレースにおける出走表（しゅっそうひょう）とは、オートレース場に於いて無料配布される、競走（レース）の番組を記した表である。
出走表にはその日開催される第1競走 - 第12競走までの番組と前日の競走成績、出場選手の練習番号一覧などが記載される。この番組表には競走の名称、周回数･距離、発走予定時刻、1着賞金が記されている。
他に、車番号、選手の等級（ランキング）、登録期数、氏名、選手の所属するオートレース場名、選手の年齢･出身地、競走車呼名、競走車の級車･容積、その日のハンデ、更には直近5走の成績、直近10走の上がりタイム（100m/秒）の平均値と最高タイムが記載されている。また、着順と二連勝単式･二連勝複式･三連勝単式･三連勝複式の確定と払戻金を記載できる欄が設けられている。
無料で配布されていることもあり、多くのファンがこの出走表を利用している。予想紙を購入するファンも多いが、最近では記載されている項目が増加してきており、専門家による予想が載っていないことから、敢えて出走表のみを利用するファンも若干ではあるが増加傾向にある。